# Sony Ericsson Z530i
Sony Ericsson Z530i為索尼爱立信於2006年5月推出的GSM手提電話，內建30萬畫素數位相機，為W300i的雙生機。